# Saint-Jean-des-Baisants
Saint-Jean-des-Baisants település Franciaországban, Manche megyében. Lakosainak száma 1266 fő (2018. január 1.). Saint-Jean-des-Baisants Saint-Pierre-de-Semilly és Précorbin községekkel határos.

## Népesség
A település népessége az elmúlt években az alábbi módon változott:
| Lakosok száma | 705  | 744  | 734  | 977  | 996  | 1163 | 1233 | 2487 | 1257 | 1266 |
|               | 1962 | 1968 | 1975 | 1990 | 1999 | 2008 | 2013 | 2016 | 2017 | 2018 |